# Тарасовка (Казахстан)
Тара́совка (каз. Тарасовка) — село у складі Жаксинського району Акмолинської області Казахстану. Адміністративний центр Тарасовського сільського округу.
Населення — 334 особи (2021; 461 у 2009, 701 у 1999, 959 у 1989).
Національний склад станом на 1989 рік:
- росіяни — 43 %;
- українці — 20 %.